# 佐野眞一
佐野 眞一（さの しんいち、1947年（昭和22年）1月29日 - 2022年（令和4年）9月26日）は、日本のジャーナリスト、ノンフィクション作家。東京都葛飾区出身。

## 経歴
1965年早稲田大学第一文学部に入学。当時、早稲田大学では学費値上げ反対闘争が起こっており、佐野も学生運動に参加したが幹部学生たちの左翼小児病的体質に嫌気がさし足を洗う。その後、「稲門シナリオ研究会」に入り（このシナリオ研究会には、古くは今村昌平や実相寺昭雄が在籍し、佐野の卒業と入れ替わるように村上春樹が入ってきた）、ぼんやりとだが映画監督になることを夢見ていた。
大学卒業後は、主に子供向けソノシート制作などを手がけていた音楽出版社・勁文社に入社。当初はソノシートの録音のチェック等の仕事をしていたが、1971年12月、ウルトラマンだけでなく、仮面ライダーやゴジラ、ガメラなどすべての怪獣、怪人を網羅した「原色怪獣怪人大百科」を自ら企画編集を手がけ発行。この当時の第二次怪獣ブームを受け、53万部を完売（小此木二郎）という当時としては画期的なベストセラーになったが、好景気となり翌年にかなりの数の新入社員が採用され、佐野は彼らをオルグして労組を結成したため1年半で解雇された。
以降フリーに転身。佐野がフリーライターに転じた1970年代には、立花隆、柳田邦男、沢木耕太郎、本田靖春、上前淳一郎らが新たにノンフィクションの書き手として登場してきており、佐野は彼らの作品を読みながら自らの方向性を考え、焦りや葛藤を感じていたという。その頃、同年輩のライター、編集者らと市ヶ谷駅前の居酒屋「番屋」にて月に一度、「番屋会」として勉強会を行っていた。「番屋会」は規模としては10人未満だったが、猪瀬直樹、高野孟、美里泰伸、吉岡忍、足立倫行、山根一眞、花田紀凱らが参加していた。本田靖春も先輩ゲストとして会に参加した。1977年には、小板橋二郎、山根一眞、猪瀬直樹と「グループ915」を結成。グループ名の由来は、猪瀬と佐野で仕事場として間借りしていた先輩ライターのマンションの部屋番号からきている。月刊「現代」上での企画に小板橋二郎から声がかかり「グループ915」として共同執筆した作品を毎月のように発表していた。佐野は、小板橋とスタッフの3名で韓国へ取材し、120枚ほどの韓国論を執筆した。その後、「週刊文春」デスクだった花田と組み連載を開始、当時急速に成長しつつあった流通業界や外食産業にスポットを当てた内容で、佐野の実質的デビュー作となった。
1990年、無着成恭と「山びこ学校」の取材を開始した。同年、佐野の父が死去する。通夜の席では従兄弟から「「山びこ学校」の無着成恭は父と親戚関係にあるらしい」と聞いた。また佐野のひとり息子が中学を卒業したのも同じ年だったが、卒業文集がどれもこれも似通ったワンパターンの内容であることに愕然とし、「山びこ学校」の生活綴り方教育を受けて貧しい山形県の寒村で中学生たちが必死で綴った作文、詩を思い起こしたという。
1997年、民俗学者・宮本常一と渋沢敬三の生涯を描いた『旅する巨人』により第28回大宅壮一ノンフィクション賞受賞。2009年（平成21年）、『甘粕正彦 乱心の曠野』により第31回講談社ノンフィクション賞受賞。2003年（平成15年）から開高健ノンフィクション賞選考委員を務める。2010年、心臓のバイパス手術を受けた。
2012年、週刊朝日による橋下徹特集記事問題が起こる。2012年10月26日号の佐野と週刊朝日取材班（今西憲之・村岡正浩）による「ハシシタ・奴の本性」という連載記事が問題となった。この事件をきっかけに佐野による数々の剽窃行為が明るみに出され、溝口敦・荒井香織『ノンフィクションの「巨人」佐野眞一が殺したジャーナリズム 大手出版社が沈黙しつづける盗用・剽窃問題の真相』（2013年、宝島社）の中で、盗用問題の詳細が検証された。また、溝口は佐野からの直筆の詫び状をインターネットで公開している。この問題を受けて、佐野は石橋湛山記念早稲田ジャーナリズム賞と開高健ノンフィクション賞の選考委員を辞任し、レギュラーの仕事もすべて休載とした。
2013年（平成25年）7月31日、著作権を侵害されたとして、日隈威徳から訴訟を起こされたが、2014年（平成26年）10月16日に和解が成立した。2015年2月18日、橋下徹に対して「タイトルをはじめ記事全体が差別的で、深くおわびする」との「おわび文」を渡し、解決金を支払うことで、大阪地方裁判所において和解が成立。
2022年9月26日、肺がんのため千葉県流山市の病院で死去。75歳没。

## 人物・評価
- 田中清玄狙撃事件の犯人（木下陸男）とは、佐野が20代の頃に毎晩ポーカーをやるような間柄だった。そのころ、佐野は東声会の幹部が経営する新宿のタウン誌で働いており、当時、東声会会長の町井久之が山口組組長の田岡一雄と盃を交わし兄弟分となっていたため、タウン誌の経営者から山口組が出していた社内報（山口組時報）で働いてみる気はないかと声をかけられたことがあった[11]。
- 佐野自身の回想として、「アサヒ芸能」での風俗ルポ（荒川洋治、川本三郎とのリレー連載）が文章修行になったと述べている[4]。
- 自身では著作を次のように分類している。『遠い「山びこ」』(1992)、『巨怪伝』(1994)、『旅する巨人』(1996)、『カリスマ』(1998)、『あんぽん』(2012)の高度経済成長5部作。『阿片王 満州の夜と霧』(2005)、『甘粕正彦 乱心の曠野』(2008)の満州をテーマとした2作。そして沖縄をテーマとした『沖縄 だれにも書かれたくなかった戦後史』(2008)、『僕の島は戦場だった』(2013)の2作[4]。
- ジャーナリストの横田増生によれば、『東電OL殺人事件』(2000)から『だれが「本」を殺すのか』(2001)を経て、2012年に『週刊朝日』で橋下徹を書くまでが、佐野が一番忙しく、最も売れた時期となった。その10年強の間に、30冊近い単行本や新書を著している。怒涛の勢いで、多種多様な分野の本を書いた[12]。

## 著書

### 共著（グループ915として）
- 『ドキュメント 永大処分』（1978年、講談社）
- 『大地震 1981年9月10日18時5分3秒M8直下型大地震が首都圏を直撃近未来小説』（1979年、プレジデント社）

### 単著
- 『戦国外食産業人物列伝』（1980年、家の光協会）
- 『覇者の哲学』（1981年、サンケイ出版）
- 『性の王国』（1981年、文藝春秋／1984年、文春文庫）- 雄琴トルコ街、農協による東南アジア買春ツアーなどのルポ。
  - 『ニッポン発情狂時代：性の王国』（2000年、ちくま文庫）
- 『現代を射とめる企業家たち』（1983年、日本経済新聞社／1987年、三笠書房（知的生き方文庫））
- 『官僚、冬の時代』（1985年、プレジデント社）
- 『ニュータウン流通戦争』（1985年、日本経済新聞社）
- 『業界紙諸君!』（1987年、中央公論社→2000年、ちくま文庫）
- 『地方紙帝国の崩壊 「秋田魁新報」事件の真相!』（1988年、JICC出版局）
- 『昭和虚人伝』（1989年、文藝春秋）
  - 『あぶく銭師たちよ! 昭和虚人伝』（1999年、ちくま文庫）
- 『紙の中の黙示録 三行広告は語る』（1990年、文藝春秋→2003年、ちくま文庫）- 新聞の三行広告を中心に取り上げた。
- 『遠い「山びこ」 無着成恭と教え子たちの四十年』（1992年、文藝春秋→1996年、文春文庫→2005年、新潮文庫→中公文庫、2025年2月）
- 『日本のゴミ 豊かさの中でモノたちは』（1993年、講談社→1997年、ちくま文庫）
- 『巨怪伝 正力松太郎と影武者たちの一世紀』（1994年、文藝春秋→2000年、文春文庫〈上下〉）- 柴田秀利を扱う
- 『予告された震災の記録』（1995年、新書Asahi news shop）
- 『人を覗にいく』（1995年、TBSブリタニカ→2002年、ちくま文庫）
- 『日本映画は、いま スクリーンの裏側からの証言』（1996年、TBSブリタニカ）
- 『旅する巨人 宮本常一と渋沢敬三』（1996年、文藝春秋→2009年、文春文庫）、ISBN 4-16-734008-9
- 『大往生の島』（1997年、文藝春秋→2006年、文春文庫）
- 『渋沢家三代』（1998年、文春新書）
- 『カリスマ 中内㓛とダイエーの「戦後」』（1998年、日経BP社→2001年、増補版 新潮文庫〈上下〉）-『日経ビジネス』に連載。中内から事実無根として提訴されたが、後に訴えを取り下げ。
  - 『完本 カリスマ 中内功とダイエーの「戦後」』（2009年、ちくま文庫〈上下〉）
- 『東電OL殺人事件』（2000年、新潮社→2003年、新潮文庫）
- 『東電OL症候群』（2001年、新潮社→2003年、新潮文庫）- 続編
- 『凡宰伝』（2000年、文藝春秋→2003年、文春文庫）- 小渕恵三元首相を扱う。
- 『宮本常一が見た日本』（2001年、日本放送出版協会→2010年、ちくま文庫）、ISBN 4-480-42701-5
- 『私の体験的ノンフィクション術』（2001年、集英社新書）
- 『だれが「本」を殺すのか』（2001年、プレジデント社）- 出版不況の構造を分析。反響により下記『延長戦』が出版
  - 新編『だれが「本」を殺すのか』（2004年、新潮文庫（上下））
- 『だれが「本」を殺すのか 延長戦 part.2』（2002年、プレジデント社）- 主に講演・対談集
- 『宮本常一のまなざし』（2003年、みずのわ出版）
- 『だから、僕は、書く。（佐野眞一の10代のためのノンフィクション講座1 総論篇）』（2003年、平凡社）
- 『だから、君に、贈る。（佐野眞一の10代のためのノンフィクション講座2 実践篇）』（2003年、平凡社）
- 『てっぺん野郎 本人も知らなかった石原慎太郎』（2003年、講談社）
  - 『誰も書けなかった石原慎太郎』（2009年、講談社文庫）
- 『宮本常一の写真に読む失われた昭和』（2004年、平凡社→2013年、平凡社ライブラリー）
- 『小泉純一郎 血脈の王朝』（2004年、文藝春秋）
  - 『小泉政権 非情の歳月』（2006年、文春文庫）
- 『阿片王 満州の夜と霧』（2005年、新潮社→2008年、新潮文庫）- 里見甫を取り上げる。ISBN 4-10-131638-4
- 『響きと怒り 事件の風景・事故の死角』（2005年、日本放送出版協会）
  - 『クラッシュ 風景が倒れる、人が砕ける』（2008年、新潮文庫）
- 『枢密院議長の日記』（2007年、講談社現代新書）- 昭和初期の枢密院議長であった倉富勇三郎が残した膨大な日記を読み解く。ISBN 4-06-287911-5
- 『この国の品質』（2007年、ビジネス社）ISBN 482841391X
- 『甘粕正彦 乱心の曠野』（2008年、新潮社→2010年、新潮文庫）- 『阿片王』の続編。大杉事件の真相とその主犯とされた甘粕正彦の人間像に迫る。
- 『沖縄 だれにも書かれたくなかった戦後史』（2008年、集英社インターナショナル→2011年、集英社文庫〈上下〉）- 主に占領期・米軍統治下の沖縄県警の活動、琉球ヤクザ間の闘争、勃興した事業家たち、沖縄芸能の系譜などを探求。
- 『目と耳と脚を鍛える技術』（2008年、ちくまプリマー新書）- 百冊のブックガイド付。ISBN 4480687963
- 『新忘れられた日本人』（2009年7月、毎日新聞社→2012年8月、ちくま文庫）ISBN 448042959X
- 『ドキュメント 昭和が終わった日』（2009年10月、文藝春秋）
  - 『昭和の終わりと黄昏ニッポン』（2011年10月、文春文庫） ISBN 4163717900
- 『鳩山一族 その金脈と血脈』（2009年11月、文春新書） ISBN 4166607308
- 『畸人巡礼怪人礼讃 新忘れられた日本人2』（2010年7月、毎日新聞社）
- 『されど彼らが人生 新忘れられた日本人3』（2011年6月、毎日新聞社）
- 『津波と原発 ルポ・東日本大震災』（2011年6月、講談社→2014年2月、講談社文庫）
- 『怪優伝 三國連太郎・死ぬまで演じつづけること』（2011年11月、講談社）ISBN 4-06-216813-8
- 『あんぽん 孫正義伝』（2012年1月、小学館→2014年9月、小学館文庫） ISBN 4-09-406084-7
- 『劇薬時評 テレビで読み解くニッポンの了見』（2012年1月、筑摩書房） ISBN 4-480-86415-6
- 『別海から来た女』（2012年5月、講談社）- 木嶋佳苗裁判を扱う。
- 『昭和の人 新忘れられた日本人4』（2012年7月、毎日新聞社）
- 『僕の島は戦場だった 封印された沖縄戦の記憶』（2013年5月、集英社インターナショナル）
  - 『沖縄戦いまだ終わらず』（2015年5月、集英社文庫） ISBN 4087453189
- 『ノンフィクションは死なない』（2014年12月、イースト・プレス〈イースト新書〉）
- 『唐牛伝 敗者の戦後漂流』（2016年8月、小学館→2018年11月、小学館文庫）ISBN 4-09-406579-2

### 共編著
- 『出版ルネサンス』（2003年、長崎出版）
- 『宮本常一 旅する民俗学者〈KAWADE道の手帖〉』（2005年、増補版2013年、新装版2024年、河出書房新社） ISBN 4309257585
- 『メディアの権力性 ジャーナリズムの条件』（2005年、岩波書店）
- 『戦後戦記 中内ダイエーと高度経済成長の時代』（2005年、平凡社）ISBN 4582824463
- 『上海時間旅行 蘇る“オールド上海”の記憶』（2010年、山川出版社）
- 『言葉に何ができるのか 3.11を超えて』（2012年、徳間書店）共著：和合亮一

## 関連書籍
- 溝口敦・荒井香織『ノンフィクションの「巨人」佐野眞一が殺したジャーナリズム 大手出版社が沈黙しつづける盗用・剽窃問題の真相』（宝島社、2013年）